# فرودگاه تورین کاسله
فرودگاه تورین کاسله (به انگلیسی: Turin Caselle Airport) (به زبان بومی: Aeroporto di Torino) یک فرودگاه همگانی/خصوصی با کد یاتا TRN است که یک باند فرود آسفالت دارد و طول باند آن ۳۳۰۰ متر است. این فرودگاه در شهر تورین کشور ایتالیا قرار دارد و در ارتفاع ۳۰۱ متری از سطح دریا واقع شده است.